# Ferdinand Elle
Ferdinand Elle (Malines, 1585 circa – Parigi, 1640 circa) è stato un pittore francese.

## Biografia

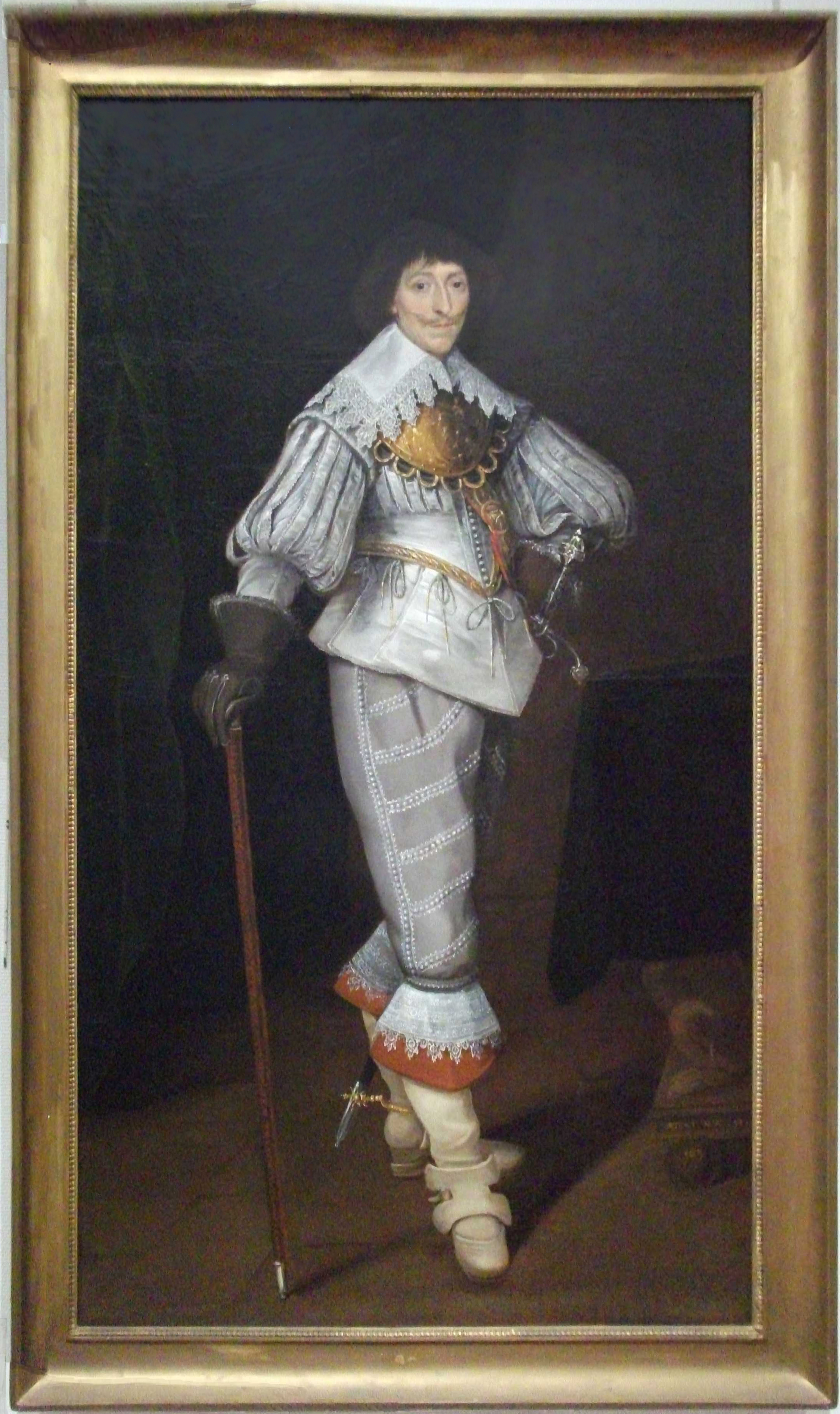
Ritratto di Enrico II di Lorena, Museo di Belle Arti di Reims

Trasferitosi in giovane età a Parigi, divenne pittore di corte di Luigi XIII ed è ritenuto il maestro di Nicolas Poussin.
Anche il figlio Louis ed il nipote Louis sono stati buoni pittori.
Gli viene attribuito il ritratto di Enrico II di Lorena, ora al Museo di Belle Arti di Reims.